# 索姆河畔昂热斯特
索姆河畔昂热斯特（法語：Hangest-sur-Somme，法語發音：[ɑ̃ʒɛst syʁ sɔm]）是法国上法蘭西大區索姆省的一个市镇，属于亚眠区。

## 地理
索姆河畔昂热斯特（49°58'51"N, 2°3'55"E）面积12.46 平方千米，位于法国上法蘭西大區索姆省，该省份为法国北部沿海省份，北起加来海峡省和北部省，西接滨海塞纳省和大西洋英吉利海峡，南至瓦兹省，东临埃纳省。
与索姆河畔昂热斯特接壤的市镇（或旧市镇、城区）包括：艾赖讷、贝当库尔里维耶尔、布尔东、孔代福利、克鲁伊-圣皮埃尔、莱图瓦勒、弗利克斯库尔、凯努瓦叙艾赖讷、苏村。

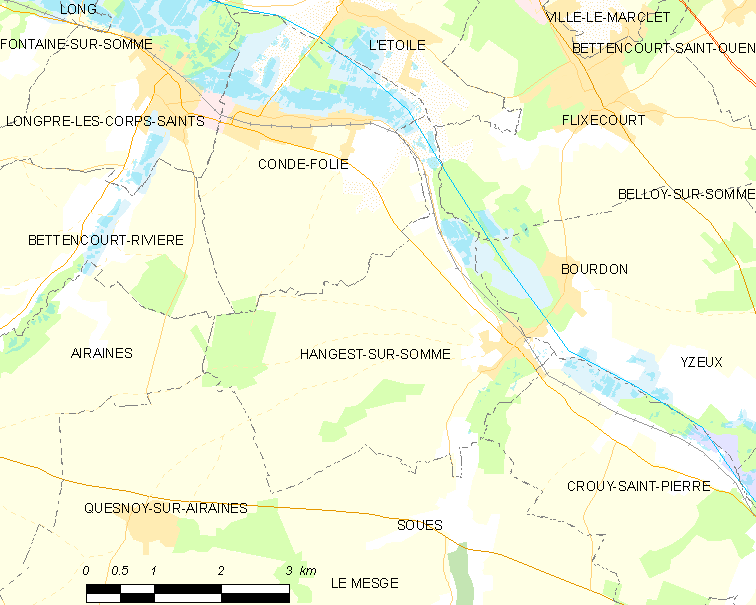
索姆河畔昂热斯特的OSM定位图

索姆河畔昂热斯特的时区为UTC+01:00、UTC+02:00（夏令时）。

## 行政
索姆河畔昂热斯特的邮政编码为80310，INSEE市镇编码为80416。

## 政治
索姆河畔昂热斯特所属的省级选区为索姆河畔阿伊县。

## 人口

1962-2008年间索姆河畔昂热斯特人口变化图示

索姆河畔昂热斯特于2022年1月1日时的人口数量为762人。